# Shillacoto
Shillacoto es un sitio arqueológico en Perú. Se encuentra ubicado en la Región Huánuco, provincia de Huánuco, Distrito de Huánuco.
Entre los años 1967 y 1969 se realizaron excavaciones bajo la dirección de Chiaki Kano. Según las investigaciones se desarrolló cuatro culturas: Shillacoto-Higueras, Shillacoto-Kótosh, Shillacoto-Wairajirka y Shillacoto-Mito.
La ocupación más antigua corresponde a Shillacoto-Mito (2000 a. C.), destacando su edificio principal, conocido como el "Templo de Shillacoto", el cual es similar al "Templo de las Manos Cruzadas" de Kotosh, con la particularidad de que tiene una dimensión mayor a los 144 m², superando el doble de tamaño al de Kotosh, siendo por lo tanto el edificio más grande de los Templos de la Tradición Mito. 